# Убили
Убили (фр. Aubilly) насеље је и општина у североисточној Француској у региону Шампањ-Арден, у департману Марна која припада префектури Ремс.
По подацима из 2011. године у општини је живело 48 становника, а густина насељености је износила 15,19 становника/km². Општина се простире на површини од 3,16 km². Налази се на средњој надморској висини од 133 метара.

## Демографија
| 1962. | 1968. | 1975. | 1982. | 1990. | 1999. | 2011. |
| ----- | ----- | ----- | ----- | ----- | ----- | ----- |
| 40    | 43    | 42    | 54    | 56    | 53    | 48    |

График промене броја становника у току последњих година